# Le segrete di Torgar
(dal paragrafo 6)
Le segrete di Torgar (titolo originale The Dungeons of Torgar) è un librogame dello scrittore inglese Joe Dever, pubblicato nel 1987 a Londra dalla Arrow Books e tradotto in numerose lingue del mondo. È il decimo dei volumi pubblicati della saga Lupo Solitario. La prima edizione italiana, del 1989, fu a cura della Edizioni EL.

## Trama
Le ultime tre Pietre della Sapienza sono in mano all'Arcisignore delle Tenebre Gnaag, conservate nella terribile fortezza Drakkar di Torgar. Un lungo e pericoloso viaggio aspetta Lupo Solitario: la battaglia campale di Cetza, la Palude Infernale, l'Isola degli Spettri sono solo alcune delle temibili tappe che dovrà affrontare il Cavaliere Ramas lungo il suo cammino, incontrando vecchi amici (il Cavaliere Vakeros Lord Paido), nuovi alleati (Lord Adamas di Talestria, il Capitano di Lencia Prarg, il partigiano Sebb-Jarel) e nemici giurati (Roark di Amory e il demoniaco Tagazin).
Una volta giunto a Torgar, Lupo Solitario riuscirà a recuperare la Pietra della Sapienza di Luomi, ma verrà sorpreso in un'imboscata da Gnaag, precipitando, insieme alle rimanenti due gemme, nell'oscuro oblio del Cancello dell'Ombra, in un abisso di buio che si apre sul crepuscolare mondo parallelo del Daziarn.

## Sistema di gioco
Lupo Solitario può contare su doti tattiche (Combattività) e fisiche (Resistenza). Inoltre, dopo aver completato le prime nove avventure da Maestro Ramas, può ora sfruttare la conoscenza di 8 tra le 10 nuove Arti Ramastan che forniscono un importante aiuto a seconda delle situazioni: Guerra, Controllo Animale, Medicina, Sparizione, Fiuto, Interpretazione, Raggio psichico, Scudo psichico, Difesa, Divinazione. Gli oggetti raccolti sono contenuti in uno zaino, ad eccezione degli oggetti "speciali". Il denaro, in Corone d'oro, è contenuto in una borsa.
I combattimenti si svolgono confrontando in primis i punteggi di Combattività di Lupo Solitario e dell'avversario, che generano un rapporto di forza positivo, negativo o neutro. Il lettore estrae un numero dalla "Tabella del Destino" (che equivale a un d10) e nella tabella Risultati di combattimento incrocia quella riga alla colonna del corrispondente rapporto di forza di quel combattimento, togliendo punti di Resistenza a se stesso e/o all'avversario.

## Oggetti

### Armi
Esistono 9 armi canoniche nei librigame di Lupo Solitario: Pugnale, Lancia, Mazza, Daga, Martello da Guerra, Spada, Ascia, Asta e Spadone. Le armi si troveranno nel mondo o si ruberanno ai cadaveri dei nemici. Il numero massimo di Armi che si può portare è due.
Si potrà anche usare un Arco con una faretra da sei frecce.

### Oggetti nello Zaino
Lo Zaino può contenere al massimo otto oggetti compresi i Pasti. Alcuni oggetti hanno un'utilità certa (pasti, pozioni magiche). Altri saranno utili in certe situazioni (chiavi).

### Oggetti Speciali
Non vanno nello Zaino e alcuni hanno un'utilità specifica altri sono falsi indizi che portano fuori strada.

### Denaro
Il denaro è espresso in Lune e Kika , la moneta principale in queste zone del Magnamund. Si può portare un massimo di 50 Lune, Kika e Corone d'Oro. Una Corona d'Oro vale 3 Lune (o 10 Kika).

## Edizioni
- Joe Dever, Le segrete di Torgar, traduzione di Alessandra Dugan, collana Librogame, Edizioni EL, 1989,  cap. 350, ISBN 88-7068-204-8.